# Daan Schrijvers
Daniel „Daan” Christiaan Schrijvers (ur. 19 września 1941 w Bredzie, zm. 2 sierpnia 2018) – holenderski piłkarz grający na pozycji obrońcy. W swojej karierze rozegrał 22 mecze w reprezentacji Holandii i strzelił 1 gola.

## Kariera klubowa
Swoją karierę piłkarską Schrijvers rozpoczął w klubie NAC Breda. W 1959 roku awansował do kadry pierwszej drużyny. 8 maja 1960 roku zadebiutował w Eredivisie w wygranym 3:2 domowym meczu z ADO Den Haag. W NAC grał do końca sezonu 1962/1963.
W 1963 roku Schrijvers przeszedł do AFC DWS. Zadebiutował w nim 25 sierpnia 1963 w wygranym 2:1 domowym meczu z Heraclesem Almelo. W sezonie 1963/1964 wywalczył z DWS tytuł mistrza Holandii. W sezonie 1964/1965 dotarł z DWS do ćwierćfinału Pucharu Mistrzów.
W 1965 roku Schrijvers został zawodnikiem PSV Eindhoven. W PSV swój debiut zanotował 22 sierpnia 1965 w przegranym 2:3 wyjazdowym meczu z Feyenoordem. W PSV występował do 1970 roku.
W 1970 roku Schrijvers wrócił do NAC Breda. Grał w nim do końca swojej kariery, czyli do końca sezonu 1973/1974.
| Sezon   | Klub          | Kraj     | Rozgrywki  | Mecze | Bramki |
| ------- | ------------- | -------- | ---------- | ----- | ------ |
| 1959/60 | NAC Breda     | Holandia | Eredivisie | 3     | 0      |
| 1960/61 | NAC Breda     | Holandia | Eredivisie | 29    | 2      |
| 1961/62 | NAC Breda     | Holandia | Eredivisie | 28    | 6      |
| 1962/63 | NAC Breda     | Holandia | Eredivisie | 30    | 3      |
| 1963/64 | AFC DWS       | Holandia | Eredivisie | 25    | 1      |
| 1964/65 | AFC DWS       | Holandia | Eredivisie | 30    | 2      |
| 1965/66 | PSV Eindhoven | Holandia | Eredivisie | 28    | 3      |
| 1966/67 | PSV Eindhoven | Holandia | Eredivisie | 32    | 3      |
| 1967/68 | PSV Eindhoven | Holandia | Eredivisie | 34    | 2      |
| 1968/69 | PSV Eindhoven | Holandia | Eredivisie | 34    | 2      |
| 1969/70 | PSV Eindhoven | Holandia | Eredivisie | 5     | 0      |
| 1970/71 | PSV Eindhoven | Holandia | Eredivisie | 1     | 0      |
| 1970/71 | NAC Breda     | Holandia | Eredivisie | 12    | 0      |
| 1971/72 | NAC Breda     | Holandia | Eredivisie | 33    | 6      |
| 1972/73 | NAC Breda     | Holandia | Eredivisie | 1     | 0      |
| 1973/74 | NAC Breda     | Holandia | Eredivisie | 18    | 0      |

## Kariera reprezentacyjna
W reprezentacji Holandii Schrijvers zadebiutował 5 września 1962 roku w wygranym 8:0 towarzyskim meczu z Antylami Holenderskimi, rozegranym w Amsterdamie. W swojej karierze grał w: eliminacjach do Euro 64, do MŚ 1966 i do Euro 68. Od 1962 do 1967 roku rozegrał w kadrze narodowej 22 mecze i strzelił 1 gola. Od 1964 do 1967 był kapitanem reprezentacji narodowej.
| Mecze i gole w reprezentacji | Mecze i gole w reprezentacji | Mecze i gole w reprezentacji | Mecze i gole w reprezentacji | Mecze i gole w reprezentacji | Mecze i gole w reprezentacji | Mecze i gole w reprezentacji |
| #                            | Data                         | Stadion                      | Rywal                        | Wynik                        | Gol                          | Rozgrywki                    |
| 1962                         | 1962                         | 1962                         | 1962                         | 1962                         | 1962                         | 1962                         |
| ---------------------------- | ---------------------------- | ---------------------------- | ---------------------------- | ---------------------------- | ---------------------------- | ---------------------------- |
| 1.                           | 05.09.1962                   | Amsterdam, Holandia          | Antyle Holenderskie          | 8:0                          | 0                            | towarzyski                   |
| 1963                         |                              |                              |                              |                              |                              |                              |
| 2.                           | 11.09.1963                   | Amsterdam, Holandia          | Luksemburg                   | 1:1                          | 0                            | el. ME 1964                  |
| 1964                         |                              |                              |                              |                              |                              |                              |
| 3.                           | 22.03.1964                   | Antwerpia, Belgia            | Belgia                       | 0:0                          | 0                            | towarzyski                   |
| 4.                           | 12.04.1964                   | Amsterdam, Holandia          | Austria                      | 1:1                          | 0                            | towarzyski                   |
| 5.                           | 29.04.1964                   | Rotterdam, Holandia          | Szwecja                      | 0:1                          | 0                            | towarzyski                   |
| 6.                           | 24.05.1964                   | Rotterdam, Holandia          | Albania                      | 2:0                          | 1                            | el. MŚ 1966                  |
| 7.                           | 30.09.1964                   | Antwerpia, Belgia            | Belgia                       | 0:1                          | 0                            | towarzyski                   |
| 8.                           | 25.10.1964                   | Tirana, Albania              | Albania                      | 2:0                          | 0                            | towarzyski                   |
| 9.                           | 09.12.1964                   | Amsterdam, Holandia          | Anglia                       | 1:1                          | 0                            | towarzyski                   |
| 1965                         |                              |                              |                              |                              |                              |                              |
| 10.                          | 26.01.1965                   | Tel Awiw, Izrael             | Izrael                       | 1:0                          | 0                            | towarzyski                   |
| 11.                          | 17.03.1965                   | Belfast, Irlandia Północna   | Irlandia Północna            | 1:2                          | 0                            | el. MŚ 1966                  |
| 12.                          | 07.04.1965                   | Rotterdam, Holandia          | Irlandia Północna            | 0:0                          | 0                            | el. MŚ 1966                  |
| 13.                          | 17.10.1965                   | Amsterdam, Holandia          | Szwajcaria                   | 0:0                          | 0                            | el. MŚ 1966                  |
| 14.                          | 14.11.1965                   | Berno, Szwajcaria            | Szwajcaria                   | 1:2                          | 0                            | el. MŚ 1966                  |
| 1966                         |                              |                              |                              |                              |                              |                              |
| 15.                          | 23.03.1966                   | Rotterdam, Holandia          | RFN                          | 2:4                          | 0                            | towarzyski                   |
| 16.                          | 17.04.1966                   | Rotterdam, Holandia          | Belgia                       | 3:1                          | 0                            | towarzyski                   |
| 17.                          | 11.05.1966                   | Glasgow, Szkocja             | Szkocja                      | 3:0                          | 0                            | towarzyski                   |
| 18.                          | 07.09.1966                   | Rotterdam, Holandia          | Węgry                        | 2:2                          | 0                            | el. ME 1968                  |
| 19.                          | 18.09.1966                   | Wiedeń, Austria              | Austria                      | 1:2                          | 0                            | towarzyski                   |
| 20.                          | 06.11.1966                   | Amsterdam, Holandia          | Czechosłowacja               | 1:2                          | 0                            | towarzyski                   |
| 21.                          | 30.11.1966                   | Rotterdam, Holandia          | Dania                        | 2:0                          | 0                            | el. ME 1968                  |
| 1967                         |                              |                              |                              |                              |                              |                              |
| 22.                          | 05.04.1967                   | Lipsk, NRD                   | NRD                          | 3:4                          | 0                            | el. ME 1968                  |